# Van Durme
Van Durme is een familie van musici tijdens de negentiende en twintigste eeuw.

## De familie Van Durme
Niet minder dan 22 leden van de familie Van Durme waren beroepsmusici en drukten hun stempel op het muziekleven, vooral in het Land van Waas en de provincie Oost-Vlaanderen. Enkele onder hen verwierven faam buiten de provinciale grenzen.
Hun invloed in hun werkgebied op de vorming van jonge musici was veelzijdig, door het geven van lessen in orgel, piano en harmonie, door koorvorming en door het componeren van koorliteratuur.

## De leden
- Feliciaan Van Durme (°Serskamp), werd koster-organist in Hillegem en Eksaarde, in opvolging van zijn schoonvader. Hij organiseerde vanaf 1843 een orkest in zijn parochiekerk, om de erediensten luister bij te brengen op hoogdagen, dat evolueerde tot de Koninklijke Harmonie Sint Cecilia in Eksaarde. Hij had acht kinderen en de zoons werden eveneens koster-organist. 
  - Ferdinand Van Durme (1839-1900), koster-organist, componist, de oudste zoon, volgde zijn vader op in Eksaarde. Hij kreeg elf kinderen die ofwel organist ofwel geestelijke werden, of zelfs beide. Hij was de eerste muziekleraar van Edgar Tinel.
    - Oscar Van Durme (1867-1925), koster-organist, koordirigent, componist.
    - Florent Van Durme (1872-1966), koster-organist, componist, kunstschilder.
      - Albrecht Van Durme, koster-organist.

    - Henri-Polidoor Van Durme (1877-1930), koster-organist.
      - Jef Van Durme (1907-1965), componist, organist en pianist.

    - Prudent Van Durme (1878-1933), koster-organist, dirigent, componist.
      - Gerard Van Durme (1904-1998), koster-organist, dirigent, componist.
      - Fernand Van Durme (1914-1993), koster-organist, koordirigent, componist.